# Red Bull
Red Bull, còn được gọi phổ biến trong tiếng Việt là Bò Húc hay Bò Cụng, là loại nước uống tăng lực sở hữu bởi công ty Red Bull GmbH của Áo. Nước uống này được doanh nhân người Áo Dietrich Mateschitz phát minh ra vào năm 1987 và thị phần của Red Bull chiếm phần lớn trong thị trường đồ uống tăng lực trên thế giới, với khoảng 3 tỷ lon được bán mỗi năm. Dietrich Mateschitz đã sáng chế ra Red Bull từ cảm hứng loại đồ uống tăng lực Krating Daeng mà ông đã phát hiện ra trước đó tại Thái Lan. Dựa vào nó, ông thay đổi thành phần cho hợp hương vị đối với người phương Tây, và thành lập công ty Red Bull GmbH tại Áo với đối tác là công ty Chaleo Yoovidhya. Chaleo Yoovidhya phát minh ra đồ uống tăng lực Krating Daeng tại Thái Lan; trong tiếng Thái daeng nghĩa là đỏ, và krating nghĩa là trâu, bò tót. Krating Daeng được bán ở Thái Lan và một số nước ở châu Á với lon có vỏ màu vàng với tên Krating Daeng hay Red Bull Classic. Hai sản phẩm này được sản xuất độc lập với nhau bởi những công ty riêng biệt.
Red Bull cũng được xem là một trong những nhãn hiệu nước uống tăng lực hàng đầu tại thị trường Việt Nam. Người dùng Việt Nam thường gọi Red Bull với tên gọi phổ biến hơn là "bò húc" hoặc "bò cụng" do logo của sản phẩm có hình tượng 2 chú bò đang "húc" (hoặc "cụng") nhau.
Red Bull là nhãn hiệu đầu tiên được đưa vào bộ nhớ của người tiêu dùng với tên gọi "nước tăng lực". Đây là một loại nước uống có ga nhẹ, có pha thêm một ít cafein với dược thảo, vitamin nhóm B và các amino acid.
Việc đặt một cái tên thật lạ cho sản phẩm luôn được chú trọng. Chính vì thế nên Mateschitz đã không mua lại quyền sử dụng nhãn hiệu Krating Daeng. Ông cũng không gọi sản phẩm mới của mình là Thailand Tea (trà Thái Lan).
Điều mà Mateschitz đã làm là gọi hợp chất pha chế có xuất xứ Á Đông của mình bằng cái tên "nước tăng lực". Kết quả là loại nước tăng lực đầu tiên đã ra đời vào năm 1987. Red Bull sau đó đã đi ra thế giới với tên chủng loại "nước tăng lực", điều đã giúp nó thành công dù nhãn hiệu "Krating Daeng" (đã có mặt ở Thái Lan trước đó hàng thập kỷ vào năm 1976).